# Fußball-Club 08 Homburg/Saar 1984-1985
Questa voce raccoglie le informazioni riguardanti il Fußball-Club 08 Homburg/Saar nelle competizioni ufficiali della stagione 1984-1985.

## Stagione
Nella stagione 1984-1985 l'Homburg, allenato da Albert Müller, concluse il campionato di 2. Bundesliga al 16º posto.

## Rosa
| N. |                        | Ruolo | Calciatore         |
| -- | ---------------------- | ----- | ------------------ |
|    | Germania (bandiera)    | P     | Klaus Scherer      |
|    | Germania (bandiera)    | P     | Wolfgang Scherer   |
|    | Stati Uniti (bandiera) | D     | Thomas Dooley      |
|    | Germania (bandiera)    | D     | Kay Friedmann      |
|    | Germania (bandiera)    | D     | Andreas Hentrich   |
|    | Germania (bandiera)    | D     | Hans Klaus         |
|    | Germania (bandiera)    | D     | Frank Lebong       |
|    | Danimarca (bandiera)   | D     | Jesper Petersen    |
|    | Serbia (bandiera)      | C     | Milan Ičin         |
|    | Germania (bandiera)    | C     | Werner Mörsdorf    |
|    | Germania (bandiera)    | C     | Frank Niederländer |

| N. |                     | Ruolo | Calciatore        |
| -- | ------------------- | ----- | ----------------- |
|    | Germania (bandiera) | C     | Michael Pfahler   |
|    | Germania (bandiera) | C     | Wolfram Schanda   |
|    | Germania (bandiera) | C     | Gerd Schwickert   |
|    | Germania (bandiera) | C     | Günther Tilk      |
|    | Germania (bandiera) | A     | Gerd Dais         |
|    | Germania (bandiera) | A     | Stefan Drumm      |
|    | Germania (bandiera) | A     | Uwe Freiler       |
|    | Germania (bandiera) | A     | Dietmar Fritzsche |
|    | Germania (bandiera) | A     | Uwe Fuchs         |
|    | Germania (bandiera) | A     | Manfred Lenz      |
|    | Germania (bandiera) | A     | Klaus Müller      |

## Organigramma societario
Area tecnica
- Allenatore: Albert Müller
- Allenatore in seconda:
- Preparatore dei portieri:
- Preparatori atletici:

## Calciomercato

### Sessione estiva
| Acquisti | Acquisti         | Acquisti       | Acquisti |
| R.       | Nome             | da             | Modalità |
| -------- | ---------------- | -------------- | -------- |
| A        | Gerd Dais        | Karlsruhe      |          |
| A        | Uwe Fuchs        | Pirmasens      |          |
| D        | Andreas Hentrich | Uerdingen 05   |          |
| C        | Milan Ičin       | Blau-Weiß Linz |          |
| A        | Klaus Müller     | Elversberg     |          |

| Cessioni | Cessioni          | Cessioni          | Cessioni |
| R.       | Nome              | a                 | Modalità |
| -------- | ----------------- | ----------------- | -------- |
| A        | Karl Dubois       | Eintracht Treviri |          |
| D        | Jörg Marcinkowski | Dudweiler         |          |
| C        | Dieter Simon      | Dudweiler         |          |

### Sessione invernale
| Acquisti | Acquisti | Acquisti | Acquisti |
| R.       | Nome     | da       | Modalità |
| -------- | -------- | -------- | -------- |

| Cessioni | Cessioni | Cessioni | Cessioni |
| R.       | Nome     | a        | Modalità |
| -------- | -------- | -------- | -------- |

## Risultati

### 2. Bundesliga

#### Girone di andata
| Colonia 9 agosto 1984, ore 20:15 CEST 1ª giornata | Fortuna Colonia | 0 – 0 referto | Homburg | Südstadion (1 500 spett.)\| Arbitro: \| Schäfer \| |
| Arbitro:                                          | Schäfer         |               |         |                                                    |

| Arbitro: | Ermer |

|                             |           |                            |
| Müller 13’, 85’ Freiler 43’ | Marcatori | 71’ (rig.), 75’ Dannenberg |

| Arbitro: | Scheuerer |

|             |           |  |
| Demange 72’ | Marcatori |  |

| Arbitro: | Wahmann |

|                                         |           |           |
| Freiler 37’ Friedmann 61’ Fritzsche 89’ | Marcatori | 22’ Höfer |

| Arbitro: | Boos |

|                 |           |  |
| Gaedke 48’, 66’ | Marcatori |  |

| Arbitro: | Vasel |

|                                     |           |                         |
| Dooley 4’ Fritzsche 38’ Freiler 64’ | Marcatori | 50’ (rig.) Philipkowski |

| Arbitro: | Kost |

|                                      |           |              |
| Burgsmüller 6’, 13’ (rig.), 59’, 80’ | Marcatori | 81’ Mörsdorf |

| Arbitro: | Huster |

|                         |           |                                               |
| Fritzsche 59’, 62’, 64’ | Marcatori | 24’ (aut.) Friedmann 32’, 47’ Ruof 53’ Thomas |

| Arbitro: | Bodmer |

|                       |           |            |
| Tilner 48’ Kügler 58’ | Marcatori | 16’ Müller |

| Arbitro: | Broska |

|                                       |           |          |
| Freiler 51’ Müller 63’ Schwickert 63’ | Marcatori | 82’ Weiß |

| Arbitro: | Diekert |

|                |           |                                             |
| Elm 87’ (rig.) | Marcatori | 4’ Dooley 74’ (rig.), 90’ (rig.) Schwickert |

| Arbitro: | Steffens |

|                                           |           |                    |
| Müller 16’ Dais 61’ Schwickert 72’ (rig.) | Marcatori | 84’ (rig.) Schwarz |

| Arbitro: | Wuttke |

|  |           |             |
|  | Marcatori | 19’ Salisch |

| Arbitro: | Weber |

|                                   |           |                     |
| Horch 24’ Traser 61’ Bakalorz 62’ | Marcatori | 41’ Tilk 72’ Dooley |

| Arbitro: | Heitmann |

|                                |           |                      |
| Freiler 2’ Tilk 6’ Schanda 67’ | Marcatori | 17’, 56’ Clute-Simon |

| Arbitro: | Horeis |

|            |           |                      |
| Thiele 86’ | Marcatori | 4’ (rig.) Schwickert |

| Arbitro: | Kautschor |

|  |           |                    |
|  | Marcatori | 84’ (rig.) Bittorf |

| Arbitro: | Zimmermann |

|              |           |  |
| Notthoff 90’ | Marcatori |  |

| Arbitro: | Amerell |

|  |           |               |
|  | Marcatori | 86’ Stächelin |

#### Girone di ritorno
| Arbitro: | Föckler |

|                              |           |  |
| Tilk 4’ Freiler 31’ Lenz 40’ | Marcatori |  |

| Arbitro: | Boos |

|                           |           |           |
| Vollmer 36’ Schindler 50’ | Marcatori | 71’ Fuchs |

| Arbitro: | Neuner |

|             |           |                         |
| Schanda 10’ | Marcatori | 5’ Blättel 74’ Schlegel |

| Arbitro: | Ermer |

|  |           |                      |
|  | Marcatori | 28’ Freiler 53’ Lenz |

| Arbitro: | Niebergall |

|            |           |             |
| Dooley 57’ | Marcatori | 72’ Mattern |

| Arbitro: | Uhlig |

|                            |           |  |
| Demuth 10’, 68’ Wenzel 63’ | Marcatori |  |

| Arbitro: | Ermer |

|            |           |                                         |
| Dooley 77’ | Marcatori | 54’ Burgsmüller 67’ Schneider 75’ Degen |

| Arbitro: | Kriegelstein |

|                          |           |                       |
| Habig 41’, 79’ Poqué 88’ | Marcatori | 70’ (rig.) Schwickert |

| Arbitro: | Schmidhuber |

|                                    |           |  |
| Schwickert 51’ (rig.) Mörsdorf 64’ | Marcatori |  |

| Ulma 30 marzo 1985, ore 15:00 CET 29ª giornata | Ulma    | 0 – 0 referto | Homburg | Donaustadion (3 500 spett.)\| Arbitro: \| Föckler \| |
| Arbitro:                                       | Föckler |               |         |                                                      |

| Arbitro: | Eli |

|                                                         |           |                                      |
| Freiler 11’ Mörsdorf 20’ Dais 47’ Schwickert 70’ (rig.) | Marcatori | 33’ Eggeling 54’ Buschmann 57’ Hotić |

| Arbitro: | Kriegelstein |

|                    |           |  |
| Schwarz 17’ (rig.) | Marcatori |  |

| Arbitro: | Steffens |

|             |           |          |
| Posniak 11’ | Marcatori | 61’ Tilk |

| Homburg 4 maggio 1985, ore 15:00 CEST 33ª giornata | Homburg | 0 – 0 referto | Hessen Kassel | Waldstadion (3 500 spett.)\| Arbitro: \| Broska \| |
| Arbitro:                                           | Broska  |               |               |                                                    |

| Arbitro: | Huster |

|                                      |           |                                                |
| Grillemeier 60’ Clute-Simon 63’, 83’ | Marcatori | 3’ Freiler 32’ Friedmann 87’ (rig.) Schwickert |

| Arbitro: | Waltert |

|                                 |           |                                |
| Tilk 4’ Müller 35’ Mörsdorf 79’ | Marcatori | 67’ Surmann 70’ Thiele 84’ Gue |

| Arbitro: | Walz |

|                                       |           |  |
| Grahammer 8’ Eckstein 47’ Brunner 78’ | Marcatori |  |

| Arbitro: | Probst |

|                                            |           |  |
| Lenz 15’ Freiler 33’ Schwickert 78’ (rig.) | Marcatori |  |

| Arbitro: | Schäfer |

|  |           |               |
|  | Marcatori | 11’, 61’ Lenz |

## Statistiche

### Statistiche di squadra
| Competizione  | Punti | In casa | In casa | In casa | In casa | In casa | In casa | In trasferta | In trasferta | In trasferta | In trasferta | In trasferta | In trasferta | Totale | Totale | Totale | Totale | Totale | Totale | DR |
| Competizione  | Punti | G       | V       | N       | P       | Gf      | Gs      | G            | V            | N            | P            | Gf           | Gs           | G      | V      | N      | P      | Gf     | Gs     | DR |
| ------------- | ----- | ------- | ------- | ------- | ------- | ------- | ------- | ------------ | ------------ | ------------ | ------------ | ------------ | ------------ | ------ | ------ | ------ | ------ | ------ | ------ | -- |
| 2. Bundesliga | 34    | 19      | 10      | 3       | 6       | 39      | 27      | 19           | 3            | 5            | 11           | 18           | 31           | 38     | 13     | 8      | 17     | 57     | 58     | -1 |
| Totale        | 34    | 19      | 10      | 3       | 6       | 39      | 27      | 19           | 3            | 5            | 11           | 18           | 31           | 38     | 13     | 8      | 17     | 57     | 58     | -1 |

### Andamento in campionato
| Giornata  | 1  | 2 | 3 | 4 | 5  | 6 | 7  | 8  | 9  | 10 | 11 | 12 | 13 | 14 | 15 | 16 | 17 | 18 | 19 | 20 | 21 | 22 | 23 | 24 | 25 | 26 | 27 | 28 | 29 | 30 | 31 | 32 | 33 | 34 | 35 | 36 | 37 | 38 |
| --------- | -- | - | - | - | -- | - | -- | -- | -- | -- | -- | -- | -- | -- | -- | -- | -- | -- | -- | -- | -- | -- | -- | -- | -- | -- | -- | -- | -- | -- | -- | -- | -- | -- | -- | -- | -- | -- |
| Luogo     | T  | C | T | C | T  | C | T  | C  | T  | C  | T  | C  | C  | T  | C  | T  | C  | T  | C  | C  | T  | C  | T  | C  | T  | C  | T  | C  | T  | C  | T  | T  | C  | T  | C  | T  | C  | T  |
| Risultato | N  | V | P | V | P  | V | P  | P  | P  | V  | V  | V  | P  | P  | V  | N  | P  | P  | P  | V  | P  | P  | V  | N  | P  | P  | P  | V  | N  | V  | P  | N  | N  | N  | N  | P  | V  | V  |
| Posizione | 10 | 6 | 9 | 5 | 11 | 9 | 11 | 12 | 13 | 12 | 10 | 10 | 10 | 11 | 10 | 9  | 9  | 11 | 13 | 10 | 12 | 15 | 11 | 12 | 15 | 16 | 17 | 17 | 17 | 15 | 16 | 16 | 16 | 16 | 16 | 16 | 16 | 16 |

Legenda:

Luogo: C = Casa; T = Trasferta. Risultato: V = Vittoria; N = Pareggio; P = Sconfitta.

### Statistiche dei giocatori
| G. Dais         | 9  | 2  | 1 | 0 |
| T. Dooley       | 38 | 5  | 0 | 0 |
| S. Drumm        | 3  | 0  | 0 | 1 |
| U. Freiler      | 38 | 10 | 2 | 0 |
| K. Friedmann    | 34 | 2  | 5 | 1 |
| D. Fritzsche    | 10 | 5  | 0 | 0 |
| U. Fuchs        | 21 | 1  | 2 | 0 |
| A. Hentrich     | 23 | 0  | 2 | 1 |
| M. Ičin         | 17 | 0  | 3 | 0 |
| H. Klaus        | 9  | 0  | 0 | 1 |
| F. Lebong       | 18 | 0  | 2 | 0 |
| M. Lenz         | 37 | 5  | 1 | 0 |
| W. Mörsdorf     | 23 | 4  | 5 | 0 |
| K. Müller       | 34 | 6  | 2 | 1 |
| F. Niederländer | 25 | 0  | 1 | 0 |
| J. Petersen     | 24 | 0  | 2 | 0 |
| M. Pfahler      | 13 | 0  | 2 | 0 |
| W. Schanda      | 12 | 2  | 0 | 0 |
| K. Scherer      | 31 | 0  | 1 | 2 |
| W. Scherer      | 8  | 0  | 0 | 0 |
| G. Schwickert   | 34 | 10 | 9 | 1 |
| G. Tilk         | 23 | 5  | 4 | 0 |